# André Raison
André Raison (Nanterre, ca. 1640-1650 - Parijs, 1719) was een Frans orgelcomponist uit de barok en organist-titularis in de Sainte Geneviève-kerk te Parijs. Hij was een van de meest getalenteerde organisten uit de Franse School van de 17e eeuw. Hij gaf waarschijnlijk les aan Clérambault.
Bekend is het offertorium in de vijfde toon, het "Vive le Roy des Parisiens", geschreven voor de genezing van koning Lodewijk XIV.
Raison bracht twee verzamelwerken voor organisten uit: het eerste bevat liturgische muziek, het tweede bevat variaties op kerstliedjes.